# Mitsumono
Mitsumono (jap. 三ツ者) – tajna organizacja ninja utworzona w Japonii przez daimyō Shingena Takedę w okresie Sengoku. Grupa specjalizowała się w gromadzeniu informacji. Ich działania rozciągały się na całym obszarze Japonii, często przykryciem mnichów buddyjskich, przez co zyskali przydomek długonogich mnichów [buddyjskich] (jap. 足長坊主 ashinaga-bōzu).

## Zarys
Na Mitsumono składały się trzy podgrupy: Mami (jap. 間見), Mikata (jap. 見方) i Metsuki (jap. 目付). Gromadzili informacje pod przebraniem kupców, mnichów itp. Zdobywali informacje o sytuacji wewnętrznej danego księstwa, działaniach poszczególnych wasali, sile wojskowej, umiejętnościach, nawykach i zainteresowaniach przywódców, architekturze zamków i fortec itp. Ich główną metodą komunikacji były znaki dymne, dzięki którym najświeższe informacje trafiały wprost do Shingena. Shingen analizował otrzymane informacje, następnie układał strategie wykorzystywane podczas bitew, dzięki czemu jego armia zyskała miano niepokonanej. Szczegółowe informacje na temat działalności Mitsumono zostały zawarte w Kōyō Gunkan (opis podbojów Takedy).
Po przegranej bitwie pod Uedahara w 1548 roku Shingen planował wzmocnić Mitsumono, dzięki czemu w szczytowym momencie rozwoju organizacja przekroczyła liczbę 200 członków. Jednym z nich był Oshi Fuji służący w chramie Sengen-jinja.

## Przywódcy
- Morikiyo Ideura